# Kim Jung-eun (Tennisspielerin)
Kim Jung-eun (koreanisch 김정은; * 5. Dezember 1986) ist eine ehemalige südkoreanische Tennisspielerin.

## Karriere
Kim gewann einen Doppeltitel auf Turnieren des ITF Women’s Circuit.

## Turniersiege

### Doppel
| Nr. | Datum            | Turnier  | Kategorie   | Belag     | Partnerin    | Finalgegnerinnen      | Ergebnis         |
| --- | ---------------- | -------- | ----------- | --------- | ------------ | --------------------- | ---------------- |
| 1.  | 23. Oktober 2010 | Yeongwol | ITF $10.000 | Hartplatz | Kim Ji-young | Kim Kun-hee Kim Na-ri | 3:6, 7:5, [10:7] |